# División de Rangpur
La división de Rangpur (en bengalí: রংপুর বিভাগ) es desde el 25 de enero de 2010 la séptima división o región en que se divide Bangladés. Antes de esa fecha constituía un zila o distrito de la división de Rajshahi.
Rangpur se subdivide en ocho distritos, Dinajpur, Kurigram, Gaibandha, Nilphamari, Panchagarh, Thakurgaon,y Lalmonirhat. Estos distritos o zilas se subdividen así mismo en 58 upazilas o subdistritos. 
Las principales ciudades de la nueva división son Rangpur y Dinajpur.